# Carsten Jancker
Carsten Jancker (ur. 28 sierpnia 1974 w Grevesmühlen) – niemiecki piłkarz, występujący na pozycji napastnika. 
Jako piłkarz Bayernu Monachium w 2001 roku wygrał Ligę Mistrzów. Grał też m.in. w Udinese Calcio i 1. FC Kaiserslautern.

## Kariera klubowa
Przed przejściem do Bayernu Monachium Carsten Jancker grał między innymi w Hansie Rostock i Rapidzie Wiedeń. Grając w Bayernie został cztery razy mistrzem Niemiec, zwycięzcą Ligi Mistrzów i Pucharu Interkontynentalnego. W czasach zwycięstw w Lidze Mistrzów Carsten znalazł się w szczytowym punkcie swojej kariery. W 2002 roku zamienił Bundesligę na Serie A, przechodząc do Udinese Calcio. 22 marca 2004 roku napastnik przedwcześnie rozwiązał swoją, trwającą do 30 czerwca 2007 umowę i opuścił drużynę przed końcem sezonu. W barwach tego klubu rozegrał 36 meczów i strzelił 2 gole.
Od sezonu 2004/2005 grał w 1. FC Kaiserslautern. W sezonie 2005/2006 odrzucił tam propozycję przedłużenia kontraktu i po zakończeniu sezonu przeszedł do drużyny chińskiej Premier League – Shanghai Shenhua. Z mistrzem Chin podpisał roczną umowę. Jednak leczenie kontuzji nogi zabrało mu wiele czasu i już po pół roku powrócił z Chin do Europy, podpisując kontrakt z austriackim SV Mattersburg.

## Kariera reprezentacyjna
Jancker w reprezentacji Niemiec rozegrał 33 mecze i strzelił 10 goli. Reprezentował swój kraj na Euro 2000 oraz Mundialu 2002, gdzie jego drużyna zdobyła srebrny medal. Na tym drugim turnieju Carsten zdobył jedną z bramek w wygranym (8:0) meczu grupowym z Arabią Saudyjską. Kilka miesięcy wcześniej, w meczu eliminacyjnym przeciwko Anglii (1 września 2001 r.) Jancker zdobył jedyną bramkę dla drużyny niemieckiej (porażka 1:5). 

## Sukcesy
- Mistrzostwo Austrii: 1996
- Mistrzostwo Niemiec: 1997, 1999, 2000, 2001
- Puchar Ligi Niemieckiej: 1997, 1998, 1999, 2000
- Puchar Niemiec: 1998, 2000; finalista 1999
- Liga Mistrzów: 2001; finalista 1999
- Puchar Interkontynentalny 2001: 2001
- Puchar Zdobywców Pucharów: finalista 1996
- Superpuchar Europy finalista: finalista 2001
- Mistrzostwa Świata: finalista 2002